# Мішель Блан
Міше́ль Блан (фр. Michel Blanc; 16 червня 1952, Курбевуа, О-де-Сен, Франція — 3 жовтня 2024) — французький актор, кінорежисер та сценарист.

## Біографія
Мішель Блан народився 16 червня 1952 в Курбевуа (департамент О-де-Сен, Франція) в заможній сім'ї. Навчався в ліцеї Луї Пастера в Нейї-сюр-Сен, де у 1968 році познайомився з Крістіаном Клав'є, Жераром Жуньо і Тьєррі Лерміттом. Згодом друзі створили французьку театральну трупу «Le Splendid». На початку вони грали в районі Монпарнас, в гаражі, перетвореному на кафе-театр, перш ніж переїхати на вулицю Ломбар. Незабаром побудували свій власний театр на вулиці Фабур Сен-Мартен.
У кіно та на телебаченні Мішель Блан почав зніматися в середині 1970-х років, зігравши за час своєї акторської кар'єри ролі у понад 90 кіно- та телефільмах. За свої кінороботи як актора та сценариста Блан вісім разів був номінований на здобуття французької національної кінопремії «Сезар» та здобув нагороду у 2012 році за найкращу чоловічу роль другого плану у стрічці режисера П'єра Шоллера «Управління державою».
У 1980 році Мішель Блан почав співпрацювати як діалогіст, а іноді і спів-сценарист, з Патрісом Леконтом, з яким вони упродовж 1981-83 років спільно створили кілька фільмів.
У 1986 році на 39-му Каннському міжнародному кінофестивалі Блан отримав Приз за кращу чоловічу роль у фільмі «Вечірня сукня», а в 1994 Приз за найкращий сценарій до фільму «Підступність слави».
У 1984 році Мішель Блан дебютував як кінорежисер фільмом «Йди звідси», створеним за його власним сценарієм. У 1985 році стрічка була номінована на премію «Сезар» в категорії «Найкращий дебютний фільм».

## Фільмографія
| Рік  |    | Українська назва                       | Оригінальна назва                            | Роль                                    |
| ---- | -- | -------------------------------------- | -------------------------------------------- | --------------------------------------- |
| 1974 | с  | Незвичайні історії                     | Histoires insolites                          | інспектор                               |
| 1974 | ф  | Необхідна хороша презентація           | Bonne présentation exigée                    |                                         |
| 1975 | ф  | Ковток повітря                         | Le bol d'air                                 | Мішель                                  |
| 1975 | ф  | Нехай розпочнеться свято               | Que la fête commence...                      | камердинер Людовика XV                  |
| 1976 | ф  | Біжи за мною, щоб я тебе впіймала      | Cours après moi que je t'attrape             |                                         |
| 1976 | ф  | Бережіть очі!                          | Attention les yeux!                          | поліцейський                            |
| 1976 | ф  | Далі нікуди                            | On aura tout vu                              | Un copain du café-théâtre               |
| 1976 | ф  | Мешканець                              | Le locataire                                 | Scope's Neighbor                        |
| 1976 | ф  | Комп'ютер для похоронів                | L'ordinateur des pompes funèbres             |                                         |
| 1976 | ф  | Найкращий спосіб маршування            | La meilleure façon de marcher                | Делюкс                                  |
| 1976 | ф  | Я тебе кохаю… Я тебе теж ні            | Je t'aime moi non plus                       | робітник                                |
| 1977 | ф  | Ви не отримаєте Ельзас і Лотарингію    | Vous n'aurez pas l'Alsace et la Lorraine     | Антремон                                |
| 1977 | ф  | Розпещені діти                         | Des enfants gâtés                            | юнак в агентстві                        |
| 1977 | ф  | Мішень                                 | Le point de mire                             | агент поліції                           |
| 1977 | ф  | Чорт у коробці                         | Le diable dans la boîte                      |                                         |
| 1978 | ф  | Засмаглі                               | Les bronzés                                  | Жан-Клод Дюсс                           |
| 1978 | ф  | Нове Божоле з'явилося!                 | Le beaujolais nouveau est arrivé             | син капітана                            |
| 1978 | ф  | Шкарпетка з подарунками                | Chaussette surprise                          | інтерн                                  |
| 1978 | ф  | Черепаха на спині                      | La tortue sur le dos                         | гуляка, що читає рукопис                |
| 1979 | с  | 400 витівок Віржині                    | Les 400 coups de Virginie                    | антична людина                          |
| 1979 | с  | Розслідування комісара Мегре           | Les enquêtes du commissaire Maigret          | Жустен Кроттон «Блоха»                  |
| 1979 | ф  | Говоріть, мені цікаво                  | Cause toujours... tu m'intéresses!           | gоліцейський на будівельному майданчику |
| 1979 | ф  | засмаглі на лижах                      | Les bronzés font du ski                      | Жан-Клод Дюсс                           |
| 1979 | ф  | Обличчя іншого                         | La gueule de l'autre                         | Табуро, заступник Жавера                |
| 1979 | ф  | Підліток                               | L'adolescente                                | мосьє Бертен                            |
| 1979 | ф  | Ставки зроблені                        | Rien ne va plus                              | Марсель Дюпен                           |
| 1979 | ф  | У героїв не мерзнуть вуха              | Les héros n'ont pas froid aux oreilles       | перехожий                               |
| 1980 | ф  | Кінь гордині                           | Le cheval d'orgueil                          | Корентен Кальвез                        |
| 1981 | ф  | Заходь — я живу у подруги              | Viens chez moi, j'habite chez une copine     | Гі                                      |
| 1982 | ф  | Дід Мороз — відморозок                 | Le père Noël est une ordure                  | голос по телефону                       |
| 1982 | ф  | Мою дружину звуть Повернися            | Ma femme s'appelle reviens                   | Бернар                                  |
| 1983 | ф  | Дідусь чинить опір                     | Papy fait de la résistance                   | священик                                |
| 1983 | ф  | Проїжджайте мимо                       | Circulez y a rien à voir!                    | Леруа                                   |
| 1984 | ф  | Немо                                   | Nemo                                         | Борис, батько Немо                      |
| 1984 | ф  | Упіймай мене… Або бути біді!           | Retenez-moi... ou je fais un malheur!        | Лоран Мартен                            |
| 1984 | ф  | Крок у тінь                            | Marche à l'ombre                             | Дені                                    |
| 1985 | ф  | Забавна субота                         | Drôle de samedi                              | студент автошколи                       |
| 1986 | ф  | Вечірня сукня                          | Tenue de soirée                              | Антуан                                  |
| 1986 | ф  | Ненавиджу акторів                      | Je hais les acteurs                          | мосьє Альберт                           |
| 1988 | ф  | Без страху і докору                    | Sans peur et sans reproche                   | Вердіґлон, хірург                       |
| 1988 | тф | Готель                                 | Palace                                       | інспектор                               |
| 1988 | ф  | Ніч в національній асамблеї            | Une nuit à l'Assemblée Nationale             | Вальтер Арбейт                          |
| 1989 | ф  | Кімната на стороні                     | Chambre à part                               | Мартен                                  |
| 1989 | ф  | Мосьє Ір                               | Monsieur Hire                                | мосьє Ір                                |
| 1990 | ф  | Рулетка щастя                          | Strike It Rich                               | менеджер готелю                         |
| 1990 | ф  | Спасибі, життя                         | Merci la vie                                 | Раймон Пеллево                          |
| 1990 | ф  | Уран                                   | Uranus                                       | Рене Гайньо                             |
| 1991 | ф  | Книги Просперо                         | Prospero's Books                             | Алонсо                                  |
| 1991 | ф  | Професійні таємниці доктора Апфельглюк | Les secrets professionnels du Dr Apfelglück  | індуїст                                 |
| 1991 | ф  | Послуга, годинник і дуже велика риба   | Favour, the Watch and the Very Big Fish, The | Норберт                                 |
| 1993 | ф  | Отруйна справа                         | Toxic Affair                                 | незграбний чоловік                      |
| 1994 | ф  | Висока мода                            | Prêt-à-Porter                                | інспектор Форже                         |
| 1994 | ф  | Підступність слави                     | Grosse fatigue                               | Мішель Блан, Патрік Олів'є              |
| 1994 | ф  | Монстр                                 | Il mostro                                    | Paride Taccone                          |
| 1996 | ф  | Велике турне                           | Les grands ducs                              | Шапірон                                 |
| 2002 | ф  | Цілуй, кого хочеш                      | Embrassez qui vous voudrez                   | Жан-П'єр                                |
| 2003 | тф | Справа Домінічі                        | L'affaire Dominici                           | комісар Себей                           |
| 2004 | тф | Вулиця Лаурістон, 93                   | 93, rue Lauriston                            | інспектор Бло                           |
| 2004 | ф  | Мадам Едуар та інспектор Леон          | Madame Edouard                               | комісар Леон                            |
| 2005 | ф  | Ви такі прекрасні                      | Je vous trouve très beau                     | Еме Піґрене                             |
| 2006 | ф  | Веселі і засмаглі                      | Les bronzés 3: amis pour la vie              | Жан-Клод Дюсс                           |
| 2007 | ф  | Друге дихання                          | Le deuxième souffle                          | комісар Бло                             |
| 2007 | ф  | Свідки                                 | Les témoins                                  | Адрієн                                  |
| 2008 | ф  | Високий музей, низький музей           | Musée haut, musée bas                        | Моск                                    |
| 2008 | ф  | Нам 18                                 | Nos 18 ans                                   | професор Мартіно                        |
| 2009 | ф  | Дочка лінії метро                      | La fille du RER                              | Samuel Bleistein                        |
| 2009 | ф  | Маленька зона турбулентності           | Une petite zone de turbulences               | Жан-Поль Мюре                           |
| 2011 | ф  | І раптом мені усіх бракує              | Et soudain tout le monde me manque           | Елі Дрей                                |
| 2011 | ф  | Управління державою                    | L'exercice de l'État                         | Жиль                                    |
| 2013 | ф  | Ненетт                                 | Demi-soeur                                   | Поль Берар                              |
| 2014 | ф  | Спогади                                | Les souvenirs                                | Мішель Еснар                            |
| 2014 | ф  | Прянощі та пристрасті                  | The Hundred-Foot Journey                     | майор                                   |
| 2015 | ф  | Нові пригоди Аладдіна                  | Les nouvelles aventures d'Aladin             | султан                                  |
| 2016 | ф  | Кілер мимоволі                         | Un petit boulot                              | Ґардо                                   |
| 2017 | ф  | Візьми мене штурмом                    | Raid dingue                                  | Жак Паскуалі                            |
| 2018 | ф  | Подивіться, як ми танцюємо             | Voyez comme on danse                         | Жан-П'єр                                |
| 2019 | ф  | Хто тобі доктор?                       | Docteur?                                     | Серж                                    |

### Режисер
- 1984 : Йди звідси / Marche à l'ombre
- 1994 : Підступність слави / Grosse fatigue
- 1999 : Ескорт / Mauvaise passe
- 2002 : Цілуй, кого хочеш / Embrassez qui vous voudrez
- 2018 : Подивіться, як ми танцюємо / Voyez comme on danse

### Сценарист
- 1975 : Ковток повітря / Le bol d'air (к/м)
- 1978 : засмаглі / Les bronzés
- 1979 : засмаглі на лижах / Les bronzés font du ski
- 1980 : Заходь — я живу у подруги / Viens chez moi, j'habite chez une copine
- 1982 : Мою дружину звуть Повернися / Ma femme s'appelle reviens
- 1984 : Йди звідси / Marche à l'ombre
- 1985 : Фахівці / Les spécialistes
- 1994 : Підступність слави / Grosse fatigue
- 1994 : Монстр / Il mostro
- 1999 : Ескорт / Mauvaise passe
- 2002 : Цілуй, кого хочеш / Embrassez qui vous voudrez
- 2002 : СестраТереза.com / SoeurThérèse.com
- 2006 : Веселі та засмаглі / Les bronzés 3: amis pour la vie
- 2009 : Маленька зона турбулентності / Une petite zone de turbulences
- 2016 : Кілер мимоволі / Un petit boulot
- 2018 : Подивіться, як ми танцюємо / Voyez comme on danse

## Визнання
| Рік                                 | Категорія                                       | Фільм               | Результат |
| ----------------------------------- | ----------------------------------------------- | ------------------- | --------- |
| Премія «Сезар»                      |                                                 |                     |           |
| 1985                                | Найкращий дебютний фільм                        | Йди звідси          | Перемога  |
| 1987                                | Найкращий актор                                 | Вечірня сукня       | Номінація |
| 1990                                | Найкращий актор                                 | Мосьє Ір            | Номінація |
| 1994                                | Найкращий оригінальний або адаптований сценарій | Підступність слави  | Номінація |
| 2003                                | Найкращий оригінальний або адаптований сценарій | Цілуй, кого хочеш   | Номінація |
| 2007                                | Найкращий актор                                 | Ви такі прекрасні   | Номінація |
| 2008                                | Найкращий актор                                 | Свідки              | Номінація |
| 2012                                | Найкращий актор другого плану                   | Управління державою | Перемога  |
| Каннський міжнародний кінофестиваль |                                                 |                     |           |
| 1986                                | Приз за найкращу чоловічу роль                  | Вечірня сукня       | Перемога  |
| 1994                                | Золота пальмова гілка                           | Підступність слави  | Номінація |
| 1994                                | Приз за найкращий сценарій                      | Підступність слави  | Перемога  |
| Премія «Люм'єр»                     |                                                 |                     |           |
| 2007                                | Найкращий актор                                 | Ви такі прекрасні   | Номінація |